# カンタベリー・オブ・ニュージーランド
カンタベリー・オブ・ニュージーランド（Canterbury of New Zealand）は、ニュージーランドのスポーツアパレルブランド。オークランドに本社を置くカンタベリー・インターナショナル社が販売しているスポーツウェア、スポーツ関連商品のブランド名である。日本ではゴールドウインが販売している。
三羽のキーウィが横に並ぶ特徴的なデザインマークを採用している。

## 概要
1880年代に、セーラ＆アルフレッド・ラドキン夫妻が毛織物工房をクライストチャーチの自宅に設立。当初は、靴下とカーディガン、その後、下着の製造を始める。商売は順調に成長するも十分な紡績糸が見つからず、アルフレッドはアッシュバートンのジョン・レーンとプリングル・ウォーカーの毛糸工場に糸の供給を求める。2つの組織は急成長を果たし1904年に両組織は統合し、“レーン・ウォーカー・ラドキン社（LWR社）”が誕生する。LWR社はその後、水着、ラグビージャージなどスポーツ衣料品の製造・販売を始め、第1次・第2次世界大戦中は軍服の製造も手がけた。1960年代にはヨーロッパ、北米へ輸出を始め、現在では日本を含むアジア、中東、アフリカ、南アメリカで販売されている。現在は、カンタベリー・インターナショナル社が販売するカンタベリー・オブ・ニュージーランド名のブランドで知られる。
ラグビー公式ユニフォームは特に有名で、1925年から1999年まで75年間に渡りラグビーニュージーランド代表公式サプライヤーをつとめていた。1997年からラグビー日本代表のジャージを提供しており、現在は女子日本代表と共にオフィシャルパートナーとなっている。ほかに、アイルランド、イングランド、ジョージア、ロシア、ナミビアの各代表ジャージに採用されている。
ラグビー関連衣料のほか、男性、女性、子供用スポーツ衣料品の製造・販売、スパイクシューズを含むスポーツ用品も販売している。また、近年はラグビーのみならず、サッカー用のユニフォームにも進出している。各国協会やクラブにおけるスポンサーシップについては英語版を参照。

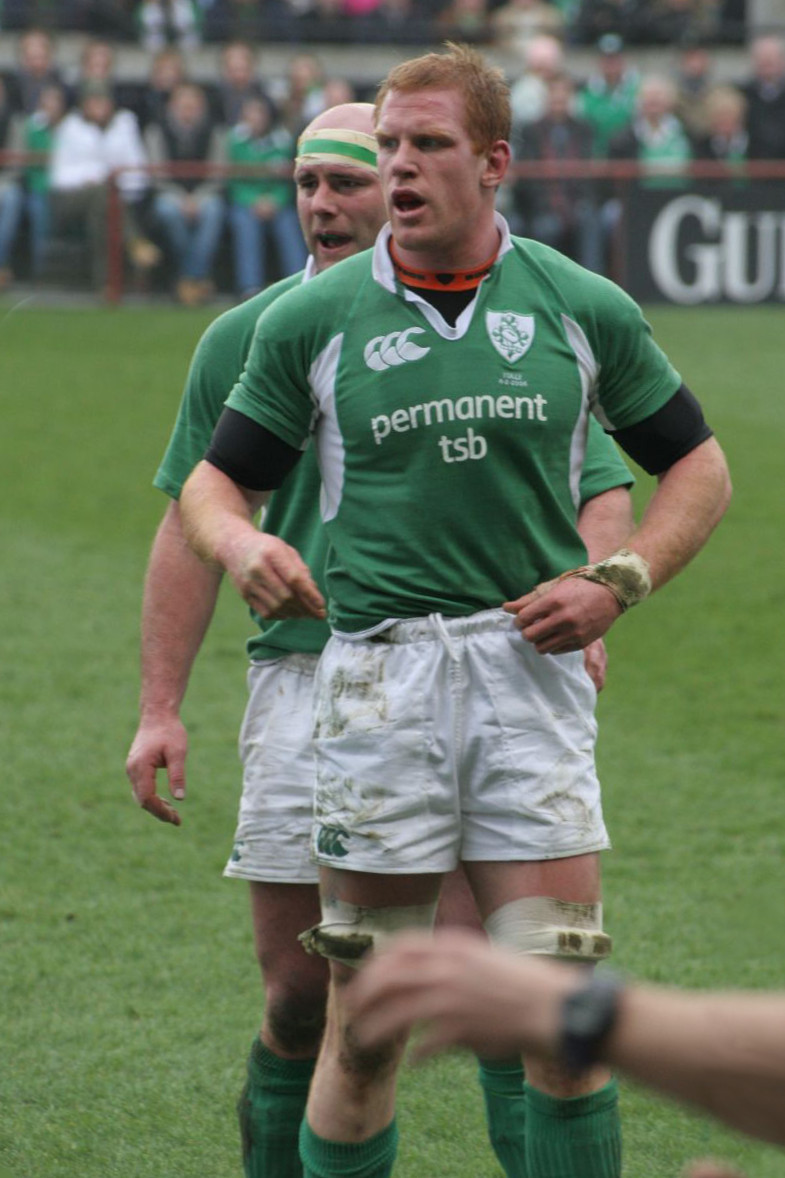
カンタベリー・オブー・ニュージーランドのジャージを着るアイルランド代表ポール・オコンネル

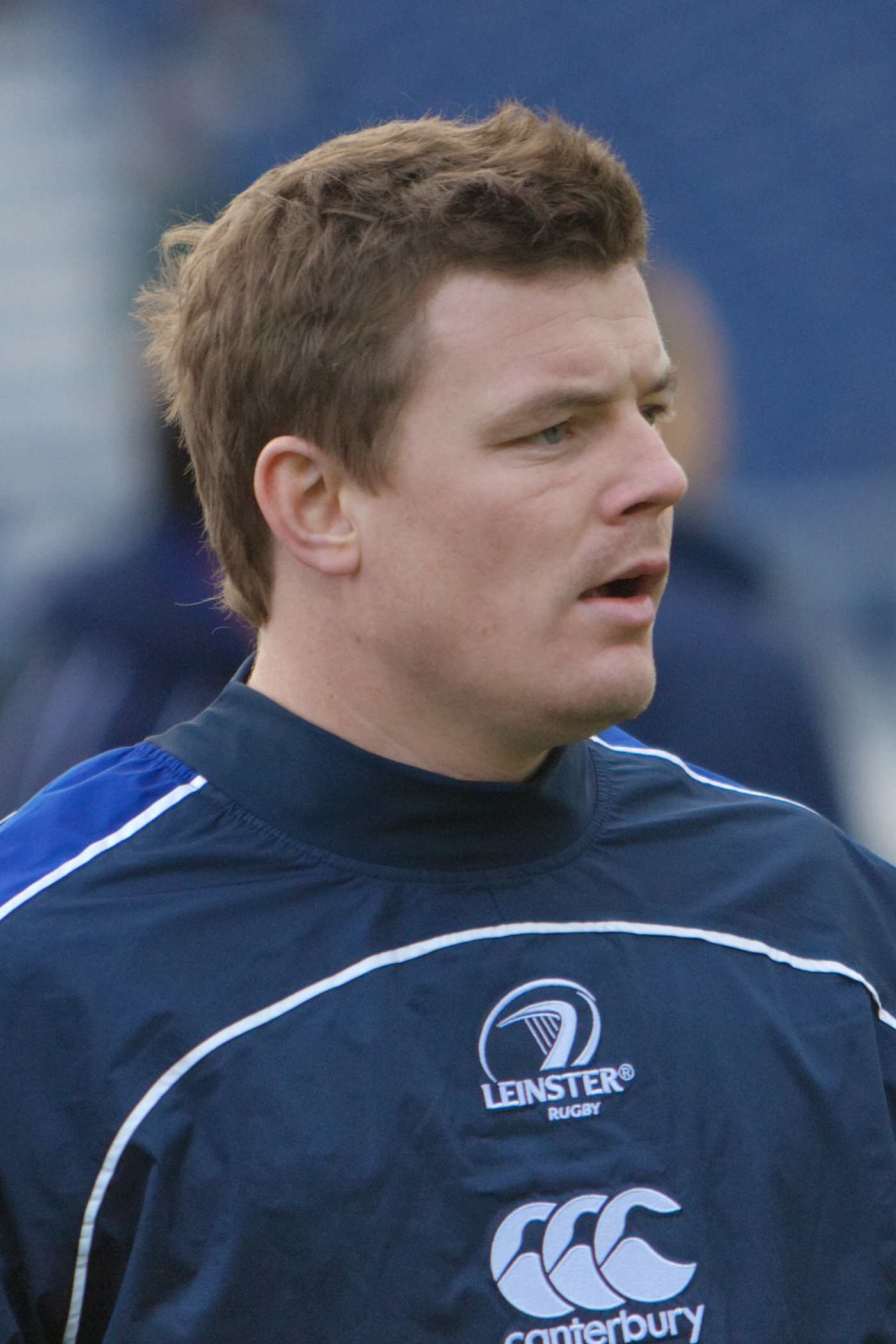
アイルランド代表ユニフォームを着るブライアン・オドリスコル